# The Celestial Code

The Celestial Code est un film américain muet réalisé par Raoul Walsh et sorti en 1915.

## Fiche technique
- Titre original : The Celestial Code
- Réalisation : Raoul Walsh
- Société de production : Reliance Film Company
- Société de distribution : Mutual Film
- Pays d’origine :  États-Unis
- Langue originale : anglais
- Format : noir et blanc — 35 mm — 1,37:1 — Film muet
- Genre : drame
- Durée : 2 bobines - 600 m
- Date de sortie :
  - États-Unis : 5 juin 1915

## Distribution
- Irene Hunt : Adele Morton
- George Walsh
- Harry L. Fraser
- Dark Cloud
- Tote Du Crow : Garcia
- James Warnack
- Al W. Filson
- Harry Burns